# 波兰国家起源博物馆
格涅兹诺波兰国家起源博物馆（Muzeum Początków Państwa Polskiego w Gnieźnie）是波兰格涅兹诺的一座博物馆，成立于1973年，ekspozycja  w nowym gmachu została otwarta w marcu 1983 roku. 一座建于1973年的博物馆。这座新建筑的永久性展览于1983年3月开幕。

## 历史
博物馆与1948年以来在这里进行的对波兰建国初期及其第一个首都的考古研究有关。1956年，为了收藏发现的考古文物，成立了波兹南考古博物馆分馆，设于圣亚纳街（ul. św. Jana）9号。
1966年，为波兰最早的统治者梅什科一世和波列斯瓦夫一世建造一座建筑群的想法诞生了，包括博物馆、表演厅和一所高中。1973年开始建造，由波兹南国立高等美术学院设计。 格涅兹诺波兰国家起源博物馆是一座独立博物馆，成立于1973年，20世纪70年代筹备关于波兰建国的常设展览。1983年3月，在科斯特泽夫斯基街1号的新建筑中，常设展览“波兰国家的起源”正式揭幕。

## 常设展览
- 2012年，题为“波兰国家的起源”的第四届常设展览开幕，展示波兰国家是如何建立的，格涅兹诺的重要性，以及皮雅斯特王朝进入拉丁文明圈的情况[2]
- “格涅兹诺陶瓷展”展示了数百块瓷砖和炉灶瓷砖[3]。
- “皮雅斯特绘画历史”（Piastów malowane dzieje）展览展示了19世纪画家的绘画作品，包含了从皮雅斯特王朝历代波兰君主的历史人物和事件[4]。
- “格涅兹诺。从这里到过去”展示格涅兹诺的历史[5]。
- “波兰罗马式艺术”汇集了十二世纪至十三世纪罗马式建筑细节的几个最重要的实例。包括两座原始的13世纪文物：其中一座来自熙笃会修道院的拱形底座[6]
- “艺术中的斯拉夫母题”（Motywy słowiańskie w sztuce）展览展示了不同时代的艺术家如何看待斯拉夫文化。[7].